# Xiao Yanning
Pour les articles homonymes, voir Xiao.
Xiao Yanning (en chinois : 肖雁宁) est une nageuse synchronisée chinoise née le 23 février 1998 à Dazhou. Elle remporte la médaille d'argent du ballet aux Jeux olympiques d'été de 2020 à Tokyo.